# Gusch Emunim
Gusch Emunim (hebräisch גּוּשׁ אֱמוּנִים ‚Block Getreuer‘ bzw. ‚Block Gläubiger‘) war eine außerparlamentarische jüdische nationalreligiöse Organisation in Israel. Als geistige Väter des Gusch Emunim gelten Abraham Isaak Kook (1865–1935), der erste aschkenasische Oberrabbiner Palästinas während der britischen Mandatszeit, und sein Sohn Zvi Jehuda Kook (1891–1982).

## Gründung
Gusch Emunim wurde 1974 von Absolventen der Jerusalemer Jeschiva Merkas HaRaw Kook gegründet. Sie bildete sich als aktivistische Reaktion auf den für Israel schockierenden Jom-Kippur-Krieg.
Die Gruppe hatte in ihrer aktivsten Zeit nicht mehr als 20.000 aktive Mitglieder, aber bis heute einen großen Einfluss auf die Politik.

## Ideologie
Gusch Emunim versteht sich als religiös-zionistische Erneuerungsbewegung, die die Gründung Israels als Teil eines Erlösungsprozesses ansieht, zu dem auch die Inbesitznahme von ganz Eretz Israel gehört. Die Ideologie der Bewegung fußte auf den vier Eckpunkten: Messianismus, der Heiligkeit des Volkes Israel, der Heiligkeit des Landes Israel und der Heiligkeit der Tora. Israel inklusive Gazastreifen, Westjordanland und Ost-Jerusalem wurden dabei als Heiliges Land angesehen, das nicht mehr zurückgegeben werden dürfe. Selbst staatliche Institutionen, wie die israelische Armee, konnten entsprechend dieser Ideologie bekämpft werden, wenn sie dauerhaft Land an Nichtjuden, zum Beispiel an Araber im Zusammenhang mit Friedensabkommen, abtreten sollten.
- Der Messianismus: Der messianische Erlösungsprozess begann mit der Geburt des Zionismus im 19. Jahrhundert. Alle für Israel relevanten geschichtlichen Ereignisse, z. B. die Balfour-Deklaration, Gründung des Staates Israel, Sechstagekrieg werden darin einbezogen, einerseits als göttliche Fügung oder als göttliche Mahnung. Der Holocaust wird von einigen Gusch Emunim-Anhängern auch als göttliches Zeichen angesehen, dass die Assimilation der falsche Weg gewesen ist. Der Prozess der Erlösung muss durch aktives Handeln voran getrieben werden, bis der erwartete Messias erscheint, insbesondere durch die Besiedlung des verheißenen Landes.[5]

- Die Auserwähltheit: Eine weitere Komponente in der Ideologie ist die Betonung einer Besonderheit des jüdischen Volkes. Während der Zionismus die jüdische Diaspora beenden will und eine eigene nationale jüdische Kultur schaffen will, betont Gusch Emunim gerade die Auserwähltheit des jüdischen Volkes durch Gott, die die Juden in bestimmten Punkten von den weltlichen Gesetzen entbindet. Ist nach den weltlichen Gesetzen eine Besiedlung ganz Palästinas nicht erlaubt, ist das für Gusch Emunim nicht gültig, weil sie dem göttlicher Befehl, der absolut bindend ist, nicht entspricht.[6]

- Die Heiligkeit des Landes Israel: Gusch Emunim erhebt einen absoluten Anspruch auf das ganze Israel in den biblischen Grenzen, das als Symbol für die jüdische Erneuerung angesehen wird. Dieser Anspruch steht über den Ansprüchen aller anderen Völker, da die Juden das auserwählte Volk und damit das einzige Volk mit einer göttlichen Bindung an ihr Heimatland sind. Die vorrangigste Aufgabe für Gusch Emunim ist die möglichst schnelle Besiedlung der besetzten Gebiete, denn vor der geistigen Erlösung muss erst das Land erlöst werden.[7]

## Untergrundbewegung
Zwischen 1979 und 1984 existierte eine Untergrundbewegung des Gusch Emunim. Mitglieder dieser Bewegung verübten Bombenattentate auf palästinensische Bürgermeister. Dabei wurden zwei Bürgermeister, Bassam Shaka (Nablus) und Karim Halaf (Ramallah), verstümmelt.
1983 drangen zwei Mitglieder dieser Organisation in das islamische College in Hebron ein. Dort gaben sie Schüsse ab und warfen eine Handgranate. Sie ermordeten drei Studenten und verletzten 33. Die Täter wurden zunächst zu lebenslanger Haft verurteilt, die Strafen wurden aber nach und nach abgemildert, so dass sie nach weniger als sieben Jahren entlassen wurden. Ausschlaggebend dafür war eine Begnadigung durch den israelischen Staatspräsidenten Chaim Herzog.
Im April 1984 wird in Israel eine terroristische jüdische Gruppierung aufgedeckt, die den Plan hatte, die Moscheen am Jerusalemer Tempelberg in die Luft zu sprengen. Die Zerstörung des Heiligtums sollte laut den Verschwörern dazu führen, dass mehrere hundert Millionen Muslime zum Jihad mobil machen würden, was die ganze Menschheit in die letzte, entscheidende Auseinandersetzung zwingen würde. Der Sieg Israels am Ende dieser herbeigewünschten Feuerprobe könnte das Kommen des Messias vorbereiten. Zahlreiche Mitglieder dieser Terrorgruppe gehören dem engeren Führungskreis des Gusch Emunim an.

## Aktivitäten seit 1984
Über die Aktivität von Gusch Emunim nach 1984 ist kaum etwas bekannt, scheinbar hat der geplante Terroranschlag die Gruppe stark erschüttert.